# Exosphaeroma varicolor
Exosphaeroma varicolor är en kräftdjursart som beskrevs av Barnard 1914. Exosphaeroma varicolor ingår i släktet Exosphaeroma och familjen klotkräftor. Inga underarter finns listade i Catalogue of Life.